# Division 1B 2018/19
Die Division 1B 2018/19 war die 102. Spielzeit der zweithöchsten belgischen Spielklasse im Männerfußball und die dritte Spielzeit als professionelle Division 1B nach Neustrukturierung des Ligensystems zur Saison 2016/17. Der offizielle Name der Liga lautet Proximus League, benannt nach dem Hauptsponsor Proximus.

## Modus
Die Saison wurde in zwei „Tranchen“ zu je 14 Spieltagen ausgetragen. Dabei spielten die acht Vereine in einer Hin- und Rückrunde pro Tranche jeweils zweimal gegeneinander. Die erste Tranche begann am 3. August 2018 und endet am 9. November 2018. Die zweite wurde vom 16. November 2018 bis zum 1. März 2019 ausgetragen.
Die Sieger der beiden Tranchen ermittelten in zwei Spielen den Meister, der dann in die Division 1A aufstieg. Gewann ein Team beide Tranchen, stieg es ohne Entscheidungsspiel auf.
Die drei Vereine auf den Plätzen zwei bis vier der Gesamttabelle (außer der Gewinner der Aufstiegsspiele) spielten mit neun Klubs aus der Division 1A, die die Plätze sieben bis fünfzehn belegten, in zwei Gruppen und anschließendem Finale einen Teilnehmer aus, der sich dann gegen den Vierten der Division 1A für die Europa League qualifizieren konnte.
Die Mannschaften auf den Plätzen fünf bis acht spielten in der Abstiegsrunde einen Absteiger aus. Hierbei wurden die Punkte aus der Gesamttabelle halbiert und als Bonuspunkte addiert. Bei Punktgleichheit war das Team besser platziert, dessen Punkte nicht aufgerundet wurden.

## Vereine
| Verein                      | Stadt/Gemeinde           | Stadion                  | Kapazität |
| --------------------------- | ------------------------ | ------------------------ | --------- |
| Lommel SK                   | Lommel                   | Stadelijk Sportstadion   | 12.500    |
| Oud-Heverlee Löwen          | Löwen                    | Eneco Stadion            | 09.016    |
| KV Mechelen                 | Mechelen                 | AFAS-Stadion             | 17.500    |
| KSV Roeselare               | Roeselare                | Stadion Schiervelde      | 09.461    |
| Royale Union Saint-Gilloise | Saint-Gilles/Sint-Gillis | König-Baudouin-Stadion   | 50.122    |
| AFC Tubize                  | Tubize                   | Stade Leburton           | 08.100    |
| KVC Westerlo                | Westerlo                 | Het Kuipje               | 08.035    |
| KFCO Beerschot Wilrijk      | Wilrijk                  | Olympiastadion Antwerpen | 12.771    |

## Reguläre Saison

### Erste Tranche
| Pl. | Verein                      | Sp. | S | U | N | Tore    | Diff. | Punkte |
| --- | --------------------------- | --- | - | - | - | ------- | ----- | ------ |
| 1.  | KV Mechelen (A)             | 14  | 9 | 3 | 2 | 029:900 | +20   | 30     |
| 2.  | Royale Union Saint-Gilloise | 14  | 7 | 3 | 4 | 023:140 | +9    | 24     |
| 3.  | KFCO Beerschot Wilrijk      | 14  | 7 | 3 | 4 | 019:190 | ±0    | 24     |
| 4.  | Lommel SK (N)               | 14  | 6 | 4 | 4 | 021:200 | +1    | 22     |
| 5.  | KVC Westerlo                | 14  | 6 | 1 | 7 | 016:200 | −4    | 19     |
| 6.  | Oud-Heverlee Löwen          | 14  | 4 | 3 | 7 | 019:240 | −5    | 15     |
| 7.  | KSV Roeselare               | 14  | 3 | 4 | 7 | 014:240 | −10   | 13     |
| 8.  | AFC Tubize                  | 14  | 2 | 3 | 9 | 015:260 | −11   | 09     |

| (A) | Absteiger aus der Division 1A 2017/18              |
| (N) | Neuaufsteiger aus der 1. Division Amateure 2017/18 |

| Erste Tranche               | LOM | Oud-Heverlee Löwen | KVC Westerlo | Royale Union Saint-Gilloise | AFC Tubize | BEW | KV Mechelen | KSV Roeselare |
| --------------------------- | --- | ------------------ | ------------ | --------------------------- | ---------- | --- | ----------- | ------------- |
| Lommel SK                   |     | 1:1                | 0:1          | 1:0                         | 2:2        | 1:2 | 0:3         | 3:1           |
| Oud-Heverlee Löwen          | 1:2 |                    | 1:3          | 1:3                         | 4:1        | 1:1 | 1:1         | 0:2           |
| KVC Westerlo                | 4:1 | 0:1                |              | 1:3                         | 2:1        | 1:2 | 0:3         | 2:1           |
| Royale Union Saint-Gilloise | 1:1 | 1:2                | 2:0          |                             | 3:2        | 2:0 | 2:2         | 2:0           |
| AFC Tubize                  | 0:2 | 3:1                | 2:0          | 0:2                         |            | 3:3 | 0:3         | 0:0           |
| KFCO Beerschot Wilrijk      | 1:3 | 3:1                | 1:1          | 1:0                         | 1:0        |     | 1:0         | 2:1           |
| KV Mechelen                 | 1:2 | 3:0                | 2:0          | 2:1                         | 1:0        | 3:0 |             | 3:0           |
| KSV Roeselare               | 2:2 | 0:4                | 0:1          | 1:1                         | 2:1        | 2:1 | 2:2         |               |

### Zweite Tranche
| Pl. | Verein                      | Sp. | S | U | N | Tore    | Diff. | Punkte |
| --- | --------------------------- | --- | - | - | - | ------- | ----- | ------ |
| 1.  | KFCO Beerschot Wilrijk      | 14  | 8 | 6 | 0 | 029:140 | +15   | 30     |
| 2.  | KV Mechelen (A)             | 14  | 8 | 5 | 1 | 026:160 | +10   | 29     |
| 3.  | Royale Union Saint-Gilloise | 14  | 6 | 3 | 5 | 018:150 | +3    | 21     |
| 4.  | KSV Roeselare               | 14  | 5 | 5 | 4 | 019:170 | +2    | 20     |
| 5.  | KVC Westerlo                | 14  | 3 | 6 | 5 | 012:170 | −5    | 15     |
| 6.  | Oud-Heverlee Löwen          | 14  | 4 | 2 | 8 | 021:240 | −3    | 14     |
| 7.  | AFC Tubize                  | 14  | 4 | 2 | 8 | 013:220 | −9    | 14     |
| 8.  | Lommel SK (N)               | 14  | 2 | 3 | 9 | 013:260 | −13   | 09     |

| (A) | Absteiger aus der Division 1A 2017/18              |
| (N) | Neuaufsteiger aus der 1. Division Amateure 2017/18 |

| Zweite Tranche              | LOM | Oud-Heverlee Löwen | KVC Westerlo | Royale Union Saint-Gilloise | AFC Tubize | BEW | KV Mechelen | KSV Roeselare |
| --------------------------- | --- | ------------------ | ------------ | --------------------------- | ---------- | --- | ----------- | ------------- |
| Lommel SK                   |     | 2:3                | 2:1          | 0:2                         | 1:0        | 0:2 | 1:1         | 0:1           |
| Oud-Heverlee Löwen          | 3:1 |                    | 3:0          | 1:2                         | 0:2        | 2:2 | 1:3         | 0:1           |
| KVC Westerlo                | 2:2 | 0:0                |              | 2:0                         | 1:0        | 1:2 | 1:3         | 2:0           |
| Royale Union Saint-Gilloise | 1:0 | 2:1                | 0:0          |                             | 1:0        | 1:1 | 1:2         | 1:2           |
| AFC Tubize                  | 0:0 | 1:3                | 0:0          | 2:0                         |            | 1:3 | 0:3         | 3:2           |
| KFCO Beerschot Wilrijk      | 3:0 | 3:2                | 1:1          | 3:1                         | 5:2        |     | 0:0         | 1:1           |
| KV Mechelen                 | 3:2 | 2:1                | 3:0          | 0:5                         | 3:1        | 1:1 |             | 2:2           |
| KSV Roeselare               | 4:2 | 3:1                | 1:1          | 1:1                         | 0:1        | 1:2 | 0:0         |               |

### Gesamttabelle
| Pl. | Verein                      | Sp. | S  | U | N  | Tore    | Diff. | Punkte |
| --- | --------------------------- | --- | -- | - | -- | ------- | ----- | ------ |
| 1.  | KV Mechelen (A)             | 28  | 17 | 8 | 3  | 055:250 | +30   | 59     |
| 2.  | KFCO Beerschot Wilrijk      | 28  | 15 | 9 | 4  | 048:330 | +15   | 54     |
| 3.  | Royale Union Saint-Gilloise | 28  | 13 | 6 | 9  | 041:290 | +12   | 45     |
| 4.  | KVC Westerlo                | 28  | 9  | 7 | 12 | 028:370 | −9    | 34     |
| 5.  | KSV Roeselare               | 28  | 8  | 9 | 11 | 033:410 | −8    | 33     |
| 6.  | Lommel SK (N)               | 28  | 8  | 7 | 13 | 034:460 | −12   | 31     |
| 7.  | Oud-Heverlee Löwen          | 28  | 8  | 5 | 15 | 040:480 | −8    | 29     |
| 8.  | AFC Tubize                  | 28  | 6  | 5 | 17 | 028:480 | −20   | 23     |

Platzierungskriterien: 1. Punkte – 2. Siege – 3. Tordifferenz
| (A) | Absteiger aus der Division 1A 2017/18              |
| (N) | Neuaufsteiger aus der 1. Division Amateure 2017/18 |

## Aufstiegsspiele
| Datum                           |                        | Ergebnis |                        |
| ------------------------------- | ---------------------- | -------- | ---------------------- |
| Sa., 9. März 2019 um 19:30 Uhr  | KFCO Beerschot Wilrijk | 0:0      | KV Mechelen            |
| Sa., 16. März 2019 um 16:00 Uhr | KV Mechelen            | 2:1      | KFCO Beerschot Wilrijk |
| Gesamt:                         | KFCO Beerschot Wilrijk | 1:2      | KV Mechelen            |

## Entscheidung des belgischen Fußballverbandes
Am 1. Juni 2019 entschied der Beschwerdeausschuss der belgischen Fußballunion, Mechelen wegen der Manipulation des Spieles KV Mechelen gegen Waasland-Beveren am 11. März 2018 in der Saison 2017/18 in der ersten Division mit der Aberkennung des Aufstieges in die erste Division zu bestrafen. Mechelen verbleibt in der Saison 2019/20 in der Division 1B und erhält dort in jeder Tranche sechs Punkte abgezogen. Anstelle von Mechelen steigt der Verlierer der Aufstiegsspiele, der KFCO Beerschot Wilrijk, in die erste Division auf.
Gegen diese Entscheidung hat der Verein am 6. Juni 2019 Beschwerde beim belgischen Schiedsgericht für den Sport eingelegt. Bis zu dessen Entscheidung durfte das Urteil nicht vollzogen werden. Am 10. Juli 2019 entschied das Schiedsgericht, dass die Aberkennung des Aufstieges nicht zu den möglichen Sanktionen gehört. Damit spielte der KV Mechelen in der Saison 2019/20 in der ersten Division.

## Abstiegsrunde
| Pl. | Verein             | Sp. | S | U | N | Tore    | Diff. | Punkte | Bonus | Gesamt |
| --- | ------------------ | --- | - | - | - | ------- | ----- | ------ | ----- | ------ |
| 1.  | Oud-Heverlee Löwen | 6   | 4 | 1 | 1 | 011:300 | +8    | 13     | 15    | 28     |
| 2.  | KSV Roeselare      | 6   | 2 | 2 | 2 | 008:700 | +1    | 08     | 17    | 25     |
| 3.  | Lommel SK (N)      | 6   | 2 | 1 | 3 | 005:500 | ±0    | 07     | 16    | 23     |
| 4.  | AFC Tubize         | 6   | 1 | 2 | 3 | 003:120 | −9    | 05     | 12    | 17     |

| (N) | Neuaufsteiger aus der 1. Division Amateure 2017/18 |

| Abstiegsrunde      | KSV Roeselare | LOM | Oud-Heverlee Löwen | AFC Tubize |
| ------------------ | ------------- | --- | ------------------ | ---------- |
| KSV Roeselare      |               | 0:1 | 2:2                | 4:0        |
| Lommel SK          | 0:1           |     | 0:2                | 3:0        |
| Oud-Heverlee Löwen | 3:0           | 1:0 |                    | 0:1        |
| AFC Tubize         | 1:1           | 1:1 | 0:3                |            |